# Guy Chambers
Guy Antony Chambers (n. 12 ianuarie 1963, Londra, Anglia, Regatul Unit) este un compozitor și producător de muzică englez, cunoscut pentru colaborarea sa artistică de lungă durată cu Robbie Williams.

## Colaborarea cu Robbie Williams
Chambers a colaborat, atât ca compozitor cât și ca producător, la primele cinci albume ale lui Robbie Williams. Toate au ajuns pe locul 1 în Marea Britanie și au realizat vânzări globale de peste 40 de milioane de exemplare. Chambers a scris majoritatea celor mai cunoscute melodii ale lui Williams, inclusiv Rock DJ, Feel, Millenium, Let Me Entertain You și Angels.

## Alte colaborări
Chambers și Williams au încetat colaborarea după înregistrarea celui de-al cincilea album al lui Williams, Escapology, încheiată în 2002. După aceea, Chambers a lucrat cu artiști precum INXS, producând și compunând melodii pentru albumul lor din 2005, Switch.
Chambers a scris, de asemenea, melodiile pentru trupa pop rock londoneză Busted, precum Fake și Better Than This, de pe al doilea lor album A Present For Everyone.
În 2022, Chambers a colaborat cu muzicianul austriac Trickster la scrierea și producerea un cântec de Crăciun plin de insulte, reflectând tensiunile și stresul acelui an (care a devenit viral).